# Musculus rectus capitis posterior major
Der Musculus rectus capitis posterior major (lateinisch für „größerer hinterer gerader Kopfmuskel“) ist ein kleiner Skelettmuskel des Kopf-Hals-Übergangs, der am Dornfortsatz des Axis entspringt und an der unteren Nackenlinie (Linea nuchae inferior) des Hinterhauptsbeins ansetzt. Er liegt im tiefen Nackendreieck zwischen Musculus rectus capitis posterior minor und Musculus obliquus capitis superior und ist wie diese vom darüberliegenden Musculus semispinalis capitis bedeckt. Der Musculus rectus capitis posterior major zählt zur hinteren Gruppe der subokzipitalen Muskeln und ist an der Feinmotorik der Kopfgelenke beteiligt.